# ميغيل دي فاسكونسيلوس
ميغيل دي فاسكونسيلوس (بالبرتغالية: Miguel de Vasconcelos‏) (و. 1590 – 1640 م) هو سياسي برتغالي، توفي في لشبونة، عن عمر يناهز 50 عاماً.